# إد باغلي
إد باغلي (بالإنجليزية: Ed Bagley)‏ هو لاعب كرة قاعدة أمريكي، ولد في أكتوبر 1863 في نيويورك في الولايات المتحدة، وتوفي في 24 يوليو 1919 في واتربوري في الولايات المتحدة.